# Stade de France 98 Johnny allume le feu
Albums par Johnny Hallyday
Ce que je sais
(1998) Sang pour sang
(1999)
Lives par Johnny Hallyday
Johnny Hallyday Lorada Tour (Bercy 1995)
(1996) 100 % Johnny : Live à la tour Eiffel
(2000)
Singles
1. Double single promotionnel Knock on Wood/Aussi dur que du bois (en duo avec Lionel Ritchie) - Sur ma vie[1]
Sortie : novembre 1998
2. CDS Requiem pour un fou (en duo avec Lara Fabian) - Je veux te graver dans ma vie[2]
Sortie : février 1999

Stade de France 98 Johnny allume le feu est le 20e album live de Johnny Hallyday, il sort le 24 novembre 1998. L'album est réalisé par Steve Boyer.

## Histoire
En cette année 1998 de coupe du monde de football en France et aussi d'inauguration du Stade de France, Johnny Hallyday est le premier artiste français à présenter un spectacle au Stade de France. Trois représentations, les 4, 5 et 6 septembre sont prévues. Alors que le stade est comble, la pluie a raison de la première, qui est annulée quelques minutes avant l'heure où elle devait initialement débuter. Un concert de remplacement est organisé le 11 septembre et joué sous une pluie diluvienne.

## Titres
Nota : La liste des titres donnée ci-dessous est celle de l'édition originale de 1998 dans sa captation intégrale. Les titres marqués d'un # sont ceux  présents sur le double album de 28 titres.
| 1.  | Introduction (instrumental #) | | Yvan Cassar - Éric Chevalier                                                               |  |
| 2.  | La musique que j'aime (#) | Michel Mallory                                                                                        | Johnny Hallyday                                                                            |  |
| 3.  | Rock'n'roll man (#) | Michel Mallory                                                                                        | Tommy Brown                                                                                |  |
| 4.  | Je veux te graver dans ma vie (Got to Get You into My Life)                                                                                            | Long Chris (adaptation)                                                                               | John Lennon, Paul McCartney                                                                |  |
| 5.  | La fille aux cheveux clairs (#) | Philippe Labro                                                                                        | Eddie Vartan                                                                               |  |
| 6.  | Noir c'est noir (#) (Black Is Black) | Georges Aber (adaptation)                                                                             | Steve Wadey, Tony Haynes, Michelle Grainger                                                |  |
| 7.  | Les coups (#) (Uptight (Everything's Alright))) | Georges Aber (adaptation)                                                                             | Henry Cosby - Sylvia Rose Moy - Stevie Judkins,                                            |  |
| 8.  | Jusqu'à minuit (#) (In The Midnight Hour) | Georges Aber (adaptation)                                                                             | Steve Cropper, Wilson Pickett                                                              |  |
| 9.  | Je suis seul (#) (What Is Soul) | Georges Aber (adaptation)                                                                             | Ben E. King, Bob Gallo                                                                     |  |
| 10. | Aussi dur que du bois-Knock on Wood (#) (avec Lionel Richie)                                                                                           | Steve Cropper, Eddie Floyd - Georges Aber (adaptation)                                                | Steve Cropper, Eddie Floyd                                                                 |  |
| 11. | Derrière l'amour | Pierre Delanoë                                                                                        | Toto Cutugno                                                                               |  |
| 12. | Rock'n'roll attitude (#) (avec Pascal Obispo) | Michel Berger                                                                                         | Michel Berger                                                                              |  |
| 13. | Oh ! Ma jolie Sarah (#) | Philippe Labro                                                                                        | Mick Jones, Tommy Brown                                                                    |  |
| 14. | Et puis je sais (#) (avec Patrick Bruel) | Patrick Bruel                                                                                         | Patrick Bruel                                                                              |  |
| 15. | Pot-pourri acoustique : Quand revient la nuit (Mr Lonely) Laura Retiens la nuit Si j'étais un charpentier (If I Were A Carpenter) J'ai oublié de vivre | Georges Aber (adaptation) Jean-Jacques Goldman Charles Aznavour Long Chris (adaptation) Pierre Billon | Bobby Vinton, Gene Allan Jean-Jacques Goldman Georges Garvarentz Tim Hardin Jacques Revaux |  |
| 16. | Joue pas de rock'n'roll pour moi (Don't Play Your Rock 'n' Roll to Me)                                                                                 | Long Chris (adaptation)                                                                               | Nicky Chinn, Mike Chapman                                                                  |  |
| 17. | Salut Charlie (#) (avec Michel Mallory à l'harmonica)                                                                                                  | Michel Mallory                                                                                        | Johnny Hallyday                                                                            |  |
| 18. | Gabrielle (#) (The King's Dead) | Long Chris, Patrick Larue (adaptation)                                                                | Tony Cole (musician) (en)                                                                  |  |
| 19. | Peter Gunn Theme (instrumental) | | Henry Mancini                                                                              |  |
| 20. | Je suis né dans la rue (#) | Long Chris                                                                                            | Mick Jones, Tommy Brown                                                                    |  |
| 21. | Le pénitencier (#) (avec Florent Pagny) (The House of the Rising Sun)                                                                                  | Hugues Aufray, Vline Buggy (adaptation)                                                               | Alan Price                                                                                 |  |
| 22. | La génération perdue | Long Chris                                                                                            | Johnny Hallyday                                                                            |  |
| 23. | Le bon temps du rock and roll (#) (Old Time Rock and Roll)                                                                                             | Michel Mallory (adaptation)                                                                           | George Jackson, Thomas Earl Jones III                                                      |  |
| 24. | Introduction symphonique (#) (instrumental) | | Yvan Cassar                                                                                |  |
| 25. | Que je t'aime (#) | Gilles Thibaut                                                                                        | Jean Renard                                                                                |  |
| 26. | Ce que je sais (#) | Didier Golemanas                                                                                      | Pascal Obispo                                                                              |  |
| 27. | Requiem pour un fou (#) ( avec Lara Fabian) | Gilles Thibaut                                                                                        | Gérard Layani                                                                              |  |
| 28. | Diego libre dans sa tête (#) | Michel Berger                                                                                         | Michel Berger                                                                              |  |
| 29. | L'Envie | Jean-Jacques Goldman                                                                                  | Jean-Jacques Goldman                                                                       |  |
| 30. | J'la croise tous les matins (#) (avec Jean-Jacques Goldman)                                                                                            | Jean-Jacques Goldman                                                                                  | Jean-Jacques Goldman                                                                       |  |
| 31. | Cet homme que voilà (#) (Bella senz anima) | Pierre Delanoë (adaptation)                                                                           | Roberto Cassella, Marco Luberti (en), Richard Cocciante                                    |  |
| 32. | Mon p'tit loup (ça va faire mal) (#) (Betty Lou Is Going Out Tonight)                                                                                  | Pierre Billon, Johnny Hallyday (adaptation)                                                           | Bob Seger                                                                                  |  |
| 33. | O Carole (#) (Carol) | Manou Roblin (adaptation)                                                                             | Chuck Berry                                                                                |  |
| 34. | Dégage (#) (Slow Down) | Long Chris (adaptation)                                                                               | Larry Williams                                                                             |  |
| 35. | Allumer le feu (#) | Zazie                                                                                                 | Pascal Obispo                                                                              |  |
| 36. | Sur ma vie (#) | Charles Aznavour                                                                                      | Charles Aznavour                                                                           |  |

## Musiciens
- Arrangements musicaux : Yvan Cassar
- Direction musicale : Yvan Cassar, Érick Bamy
- Guitares : Robin Le Mesurier - Brian Ray
- Basse : Reggie Hamilton
- Batterie : Abraham Laboriel Junior
- Claviers : Timothy J. Moore
- Piano, orgue Hammond : Thomas Michaël Canning
- Cuivres Vine Street Horns : Harry Kim, Arturo Velasco, Daniel Fornero, Ray Hermann
- Choristes : Jessica Plessel, Angéline Annonier, Johanna Ferdinand, Jerrika Jacques-Gustave[6], Sophia Perrot, Érick Bamy
- Quatuor à cordes :
  - 1er violon : Hervé Cavelier
  - 2e violon : Christophe Brückert
  - Alto : Patrick Lemonnier
  - Cello : Jean-Philippe Audin
- Orchestre Symphonique d'Europe, dirigé par Olivier Holt
  - 1er violon : Alain Kouznetzoff
- Synthétiseurs : Éric Chevalier, Laurent Levesque, Nicolas Mallarte
- Tambours japonais : Joël Grare, Nicolas Montazaud, David Core
- Chorale : Les Chœurs de Paris XIII, (chef de chorale : Pierre Molina, assisté de Anne Mayer)

## Autour de l'album
Éditions et références originales
- double CD (28 titres) - référence originale : Mercury Philips 538 580 ;
- coffret de 4 vinyles (36 titres, récital intégral) - référence originale : Mercury Philips  538294-1 (tirage limité et numéroté à 3 000 exemplaires) ;
- Long Box triple CD (36 titres) - référence originale : Mercury Philips 538 294-2 (existe sous deux pochettes différentes : la première standard et la seconde en tirage limité et numéroté à 150 000 exemplaires avec photo du recto en relief) ;
- édition 2003 en triple CD avec son remastérisé - référence originale : Mercury Universal 077 228-2 ;
- édition CD+livre La collection officielle 50 ans de carrière, les concerts de légendes ;
- édition double CD inclus dans le coffret "Official Mercury 1985-2005" (coffret 20 cd, paru en décembre 2016).

## Édition 20eanniversaire (2018)
Le 23 novembre 2018, à l'occasion des 20 ans des concerts de Johnny Hallyday au Stade de France en septembre 1998, sort l'enregistrement public de la troisième et dernière représentation (jouée le 11 septembre 1998, il s'agit du concert en remplacement de l'annulation du 4 septembre). Cette version inédite du récital, sous le titre Stade de France 98 intégrale du concert du 11 septembre, est donc différente de l'édition originale de 1998. Le tour de chant propose un pot-pourri rock'n'roll de Blue Suede Shoes, Be Bop a Lula, Whole Lotta Shakin' Goin' On (absent des deux concerts précédents), interprété durant la séquence acoustique.
Ce nouvel opus sort sous différents formats :
- coffret de quatre 33 tours vinyles en couleurs tirage limité et numéroté à 500 exemplaires ;
- coffret de quatre 33 tours vinyles noir tirage limité et numéroté à 2 000 exemplaires[8] / référence Mercury Universal 538 5244 ;
- double CD-double DVD / référence Mercury Universal 538 5259 ;
- double 33 tours / référence Mercury Universal 538 5226 ;
- 33 tours picture disc / référence Mercury Universal 538 5267.

Ces publications sont précédées, le 9 novembre, d'un single 45 tours proposant les deux titres Allumer le feu et Ce que je sais extraits de l'album / référence Mercury universal 538 5281 en tirage limité et numéroté à 1 000 exemplaires.

## Divers
Liste des titres au Stade de France
- La Musique que j'aime
- Rock'n'roll man
- Je veux te graver dans ma vie
- La fille aux cheveux clairs
- Séquence Rhythm and blues : Noir c'est noir, Les coups, Jusqu’à minuit, Je suis seul
- Aussi dur que du bois-Knock on Wood (le 6 septembre uniquement, avec Lionel Richie)
- Derrière l'amour
- Rock'n'roll attitude (avec Pascal Obispo)
- Oh ! Ma jolie Sarah
- Et puis je sais (avec Patrick Bruel)
- Pot-pourri acoustique : Quand revient la nuit, Laura, Retiens la nuit, Si j’étais un charpentier, J'ai oublié de vivre
- Pot-pourri rock'n'roll : Blue Suede Shoes, Be Bop a Lula, Whole Lotta Shakin' Goin' On (uniquement le 11 septembre)
- Joue pas de rock’n’roll pour moi
- Salut Charlie (avec Michel Mallory à l'harmonica)
- Gabrielle
- Peter Gunn Theme (instrumental)
- Je suis né dans la rue
- Le pénitencier (avec Florent Pagny)
- La génération perdue
- Le Bon Temps du rock and roll
- Introduction symphonique (instrumental)
- Que je t'aime
- Ce que je sais
- Requiem pour un fou (avec Lara Fabian)
- Diego, libre dans sa tête
- L'Envie
- J’la croise tous les matins (avec Jean-Jacques Goldman)
- Cet homme que voilà
- Mon p'tit loup (ça va faire mal) (uniquement le 5 septembre)
- Ô Carole
- Dégage
- Allumer le feu
- Sur ma vie